# Erpe-Mere United

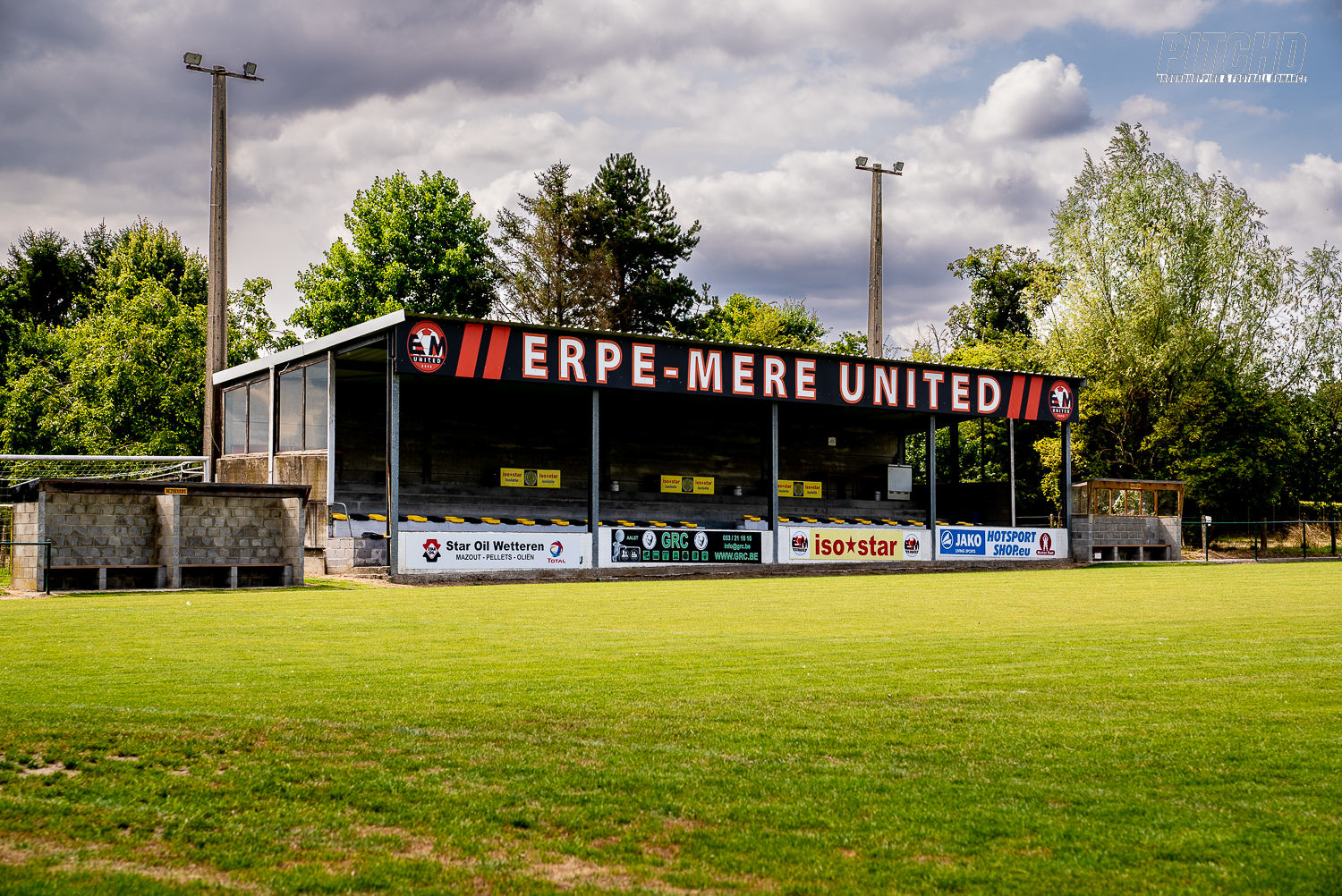
Lindekouter, Erpe-Mere United

Erpe-Mere United is een Belgische voetbalclub uit Bambrugge. De club is bij de KBVB aangesloten met stamnummer 5343 en heeft oranje en zwart als kleuren. De ploeg speelt zijn thuiswedstrijden in het Complex Lindekouter te Bambrugge, een stadion met ruim 1500 staanplaatsen.

## Geschiedenis
De club werd opgericht op 16 augustus 1949 en sloot zich op 24 juni 1950 aan bij de Belgische Voetbalbond. Bambrugge ging er spelen in de provinciale reeksen. De club bleef daar de volgende decennia spelen, maar klom gestaag op.
Nadat Bambrugge al enkele jaren aan de top van Tweede Provinciale speelde, werd de club er in 2009 reekswinnaar, waardoor het als eerste club ooit uit Erpe-Mere naar het hoogste provinciale niveau promoveerde. Dankzij de eerste periodetitel in 2009/10 behaalde men daar een plaats in de eindronde, maar een tweede promotie op rij zat er niet in. In het seizoen 2012/13 zakte de club zelfs opnieuw naar Tweede Provinciale, waar ze een jaar later als tweede net niet opnieuw promoveerden. Dit lukte echter wel in het seizoen 2017/18. In 2020 promoveerde de club zelfs voor het eerst naar het nationale niveau. 

## Fusieplannen
Vanaf 2015 er plannen op om de vier overgebleven voetbalclubs uit Erpe-Mere (SK Aaigem (7938), KRC Bambrugge (5343), KFC Olympic Burst en FC Mere (4057)) te laten fuseren. Er zou dan een nieuw stadion gebouwd worden op het domein Steenberg. Men hoopte tegen 2015 met deze plannen klaar te zijn, maar al gauw bleek dat de fusie ten vroegste in 2016 zou kunnen doorgaan, omdat eerst de multifunctionele zaal op Steenberg gebouwd moest worden.
In het voorjaar van 2021 werd officieel bekendgemaakt dat KRC Bambrugge en FC Mere zouden samensmelten tot Erpe-Mere United, of kortweg EM United. SK Aaigem en KFCO Burst deden voorlopig niet mee met de fusie – vier clubs in één keer samenvoegen was administratief te zwaar. Uiteindelijk besloot KFC Olympic Burst om niet te fuseren met Erpe-Mere United en hun activiteiten stop te zetten op het einde van het seizoen 2021/22. Ook SK Aaigem doet niet mee in de fusie en gaat verder op eigen kracht in 3e Provinciale D.

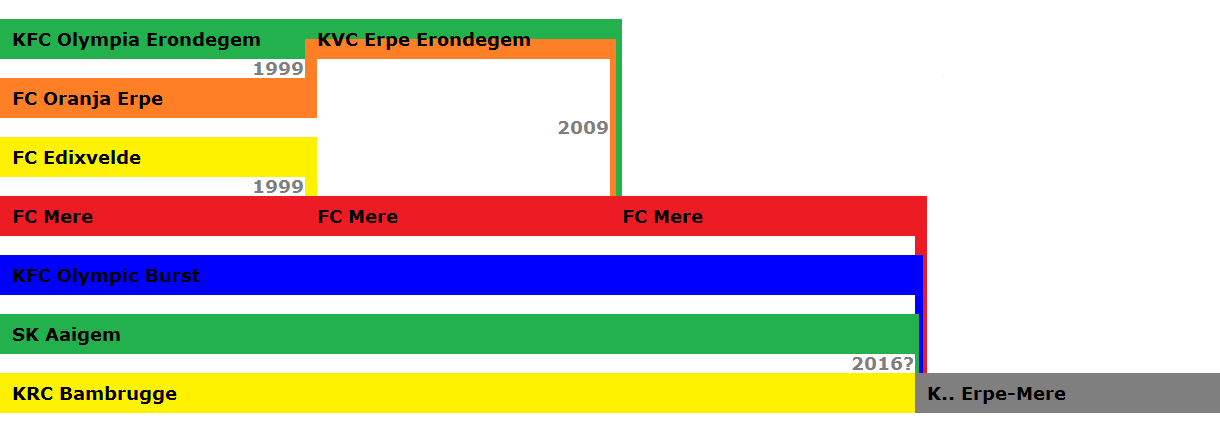
Fusieverloop

## Resultaten
| Seizoen              | Klasse | Klasse | Klasse | Klasse | Klasse | Klasse | Klasse | Reeks                                                    | Punten                                                   | Opmerkingen                                                       |
|                      | I      | I      | II     | III    | IV     | P.I    | P.II   |                                                          |                                                          |                                                                   |
| -------------------- | ------ | ------ | ------ | ------ | ------ | ------ | ------ | -------------------------------------------------------- | -------------------------------------------------------- | ----------------------------------------------------------------- |
| Als KRC Bambrugge    |        |        |        |        |        |        |        |                                                          |                                                          |                                                                   |
| 2004/05              |        |        |        |        |        |        | 9      | 2de prov. O.-Vl. B                                       | 38                                                       |                                                                   |
| 2005/06              |        |        |        |        |        |        | 3      | 2de prov. O.-Vl. B                                       | 54                                                       |                                                                   |
| 2006/07              |        |        |        |        |        |        | 2      | 2de prov. O.-Vl. B                                       | 61                                                       |                                                                   |
| 2007/08              |        |        |        |        |        |        | 2      | 2de prov. O.-Vl. B                                       | 60                                                       |                                                                   |
| 2008/09              |        |        |        |        |        |        | 1      | 2de prov. O.-Vl. C                                       | 60                                                       |                                                                   |
| 2009/10              |        |        |        |        |        | 6      |        | 1ste prov. O.-Vl.                                        | 46                                                       |                                                                   |
| 2010/11              |        |        |        |        |        | 3      |        | 1ste prov. O.-Vl.                                        | 51                                                       |                                                                   |
| 2011/12              |        |        |        |        |        | 7      |        | 1ste prov. O.-Vl.                                        | 40                                                       |                                                                   |
| 2012/13              |        |        |        |        |        | 14     |        | 1ste prov. O.-Vl.                                        | 30                                                       |                                                                   |
| 2013/14              |        |        |        |        |        |        | 2      | 2de prov. O.-Vl. B                                       | 68                                                       |                                                                   |
| 2014/15              |        |        |        |        |        |        | 2      | 2de prov. O.-Vl. B                                       | 57                                                       |                                                                   |
| 2015/16              |        |        |        |        |        |        | 1      | 2de prov. O.-Vl. B                                       | 77                                                       |                                                                   |
|                      | 1A     | 1B     | 1Am    | 2Am    | 3Am    | P.I    | P.II   | Vanaf 2016-17 zijn er 3 nationale en 2 regionale niveaus | Vanaf 2016-17 zijn er 3 nationale en 2 regionale niveaus | Vanaf 2016-17 zijn er 3 nationale en 2 regionale niveaus          |
| 2016/17              |        |        |        |        |        | 11     |        | 1ste prov. O.-Vl.                                        | 40                                                       |                                                                   |
| 2017/18              |        |        |        |        |        |        | 1      | 2de prov. O.-Vl. B                                       | 66                                                       |                                                                   |
| 2018/19              |        |        |        |        |        | 2      |        | 1ste prov. O.-Vl.                                        | 54                                                       |                                                                   |
| 2019/20              |        |        |        |        |        | 2      |        | 1ste prov. O.-Vl.                                        | 55                                                       |                                                                   |
| 2020/21              |        |        |        |        | -      |        |        | Derde afdeling                                           | -                                                        | Seizoen geschrapt door de coronapandemie                          |
| Als Erpe-Mere United |        |        |        |        |        |        |        |                                                          |                                                          |                                                                   |
| 2021/22              |        |        |        |        | 6      |        |        | Derde afdeling                                           | 44                                                       | Gewonnen in eindronde voor promotie tegen FC Esperanza Pelt (3-1) |
| 2022/23              |        |        |        | 18     |        |        |        | Tweede afdeling                                          | 9                                                        |                                                                   |
| 2023/24              |        |        |        |        | 11     |        |        | Derde afdeling A                                         | 34                                                       |                                                                   |
| 2024/25              |        |        |        |        | 6      |        |        | Derde afdeling A                                         | 44                                                       |                                                                   |
| 2025/26              |        |        |        |        |        |        |        | Derde afdeling A                                         |                                                          |                                                                   |

## Bekende (ex-)spelers
- Senne Lammens (jeugd)
- Lennart Mertens